# Anglo-American Club Zurich
L'Anglo-American Club Zurich est un ancien club suisse de football basé à Zurich.  

## Historique
Le club est fondé en 1895 par des anglais et américains de Zurich.  
Membre fondateur de l'Association suisse de football, l'Anglo-American Club Zurich remporte le Championnat de Suisse de football 1898-1899, en battant en finale le BSC Old Boys sur un score de 7 buts à 0. Le club disparaît en 1900.

## Palmarès
- Championnat de Suisse de football (1)
  - Champion : 1899